# Międzylesie (powiat olsztyński)

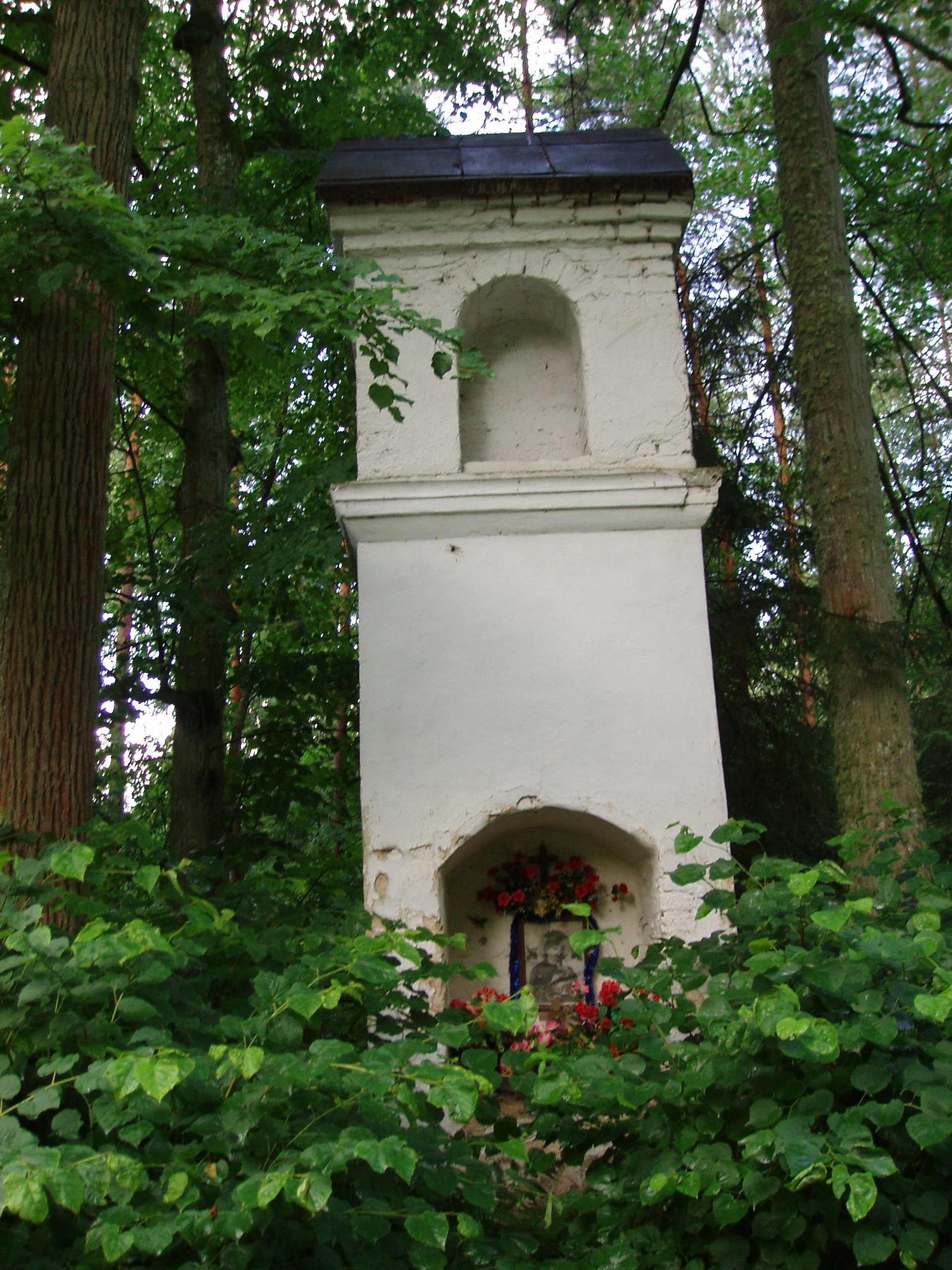
Międzylesie, kapliczka w lesie, droga do Dobrego Miasta

Międzylesie (niem. Schönwiese) – wieś w Polsce położona w województwie warmińsko-mazurskim, w powiecie olsztyńskim, w gminie Dobre Miasto. W latach 1975–1998 miejscowość administracyjnie należała do województwa olsztyńskiego.
Wieś znajduje się w historycznym regionie Warmia.
Wieś oddalona jest 6 km od Dobrego Miasta i 32 km od Olsztyna. Położona na drodze Dobre Miasto – Jeziorany. Obecnie we wsi znajduje się sklep spożywczo-przemysłowy i świetlica wiejska, oraz kościół rzymskokatolicki (sanktuarium). Do Międzylesia można dojechać autobusem PKS, przystanek znajduje się we wsi.

## Historia
Wieś lokowana w 1346 r. przez biskupa warmińskiego Hermana z Pragi. W 1713 r. doszło do znieważenia wizerunku Chrystusa Ukrzyżowanego przez kilku młodzieńców w karczmie. Mężczyźni zostali skazani przez sąd na śmierć.
Ks. Andrzej Kopiczko tak opisuje to zdarzenie: "W 1713 roku (...) kilku młodzieńców spędziło święta Bożego Narodzenia wśród rozpusty i pijatyk. Trzeci dzień także postanowili zakończyć zabawą. Udali się na poszukiwanie grajka, a napotkawszy w Międzylesiu krzyż na drzewie, zabrali go ze sobą do pobliskiej karczmy. Tam zbezcześcili go i sprofanowali, tańcząc z nim, dając dziewczętom do całowania i wypowiadając przy tym obraźliwe słowa. Poinformowany o tym biskup Teodor Potocki wezwał ich przed sąd. Chłopców skazano na karę śmierci, natomiast karczmarz miał zapłacić 1000 grzywien kary i na własny koszt na miejscu zbrodni wybudować kaplicę (...) Do małej kapliczki wstawiono znieważony krucyfiks, aby udostępnić go do publicznej adoracji." Według miejscowej legendy, skazani prowadzeni z Międzylesia do Dobrego Miasta, gdzie kat miał wykonać wyrok, otrzymali karę chłosty i co jakiś czas upadali na ziemię. W miejscach ich upadku stoją przydrożne kapliczki, przypominając o haniebnym czynie.
W roku 1722 bp warmiński Teodor Potocki poświęcił kamień węgielny, a w 1723 r. wystawiono kaplicę jako ekspiację za znieważenie. Biskup przydzielił do obsługi kaplicy oddzielnego duszpasterza. Z powodu licznych pielgrzymek postanowiono kaplicę powiększyć. Obecny kościół pw. Podwyższenia Krzyża Świętego (filialny, parafia Orzechowo) wybudowano w miejscu kaplicy w latach 1752–1753. Boczne wieżyczki dobudowano w 1755 r., a 3 września 1755 kościół był konsekrowany przez biskupa Ignacego Krasickiego. W ołtarzu głównym znajduje się czczony od dawna wizerunek Chrystusa Ukrzyżowanego. Kościół jest podniesiony do rangi sanktuarium.
W sanktuarium główne święto obchodzono 3 maja (Znalezienie Krzyża Świętego). Uroczyście świętowano także piątek przed Niedzielą Palmową oraz Święto Podwyższenia Krzyża Świętego, w Zesłanie Ducha Świętego, św. Jakuba, św. Jana Chrzciciela i Archaniołów. Do międzyleskiego sanktuarium przychodziły pielgrzymki z Jonkowa, Orzechowa, Sętala, Kwiecewa, Rogoża, Kabikiejm, Jesionowa i Frączek.

## Zabytki
- Kościół pw. Krzyża Św. i Matki Boskiej Bolesnej. W latach 1752–1753 przebudowano małą kaplicę z 1722 roku wznosząc obecny kościół filialny z częściowym zachowaniem murów poprzedniej budowli. Wyposażenie wnętrza świątyni ma charakter rokokowo-klasycystyczny. Wybudowany jako pokuta w miejscu znieważenia krucyfiksu (znajduje się w ołtarzu głównym). Wystrój barokowy. Na uwagę zasługuje tabernakulum z figurkami aniołków i ażurowym baldachimem, klasycystyczna ambona oraz prospekt organowy. Ławki i konfesjonały pochodzą z XVIII w.